# Potentilla argentea

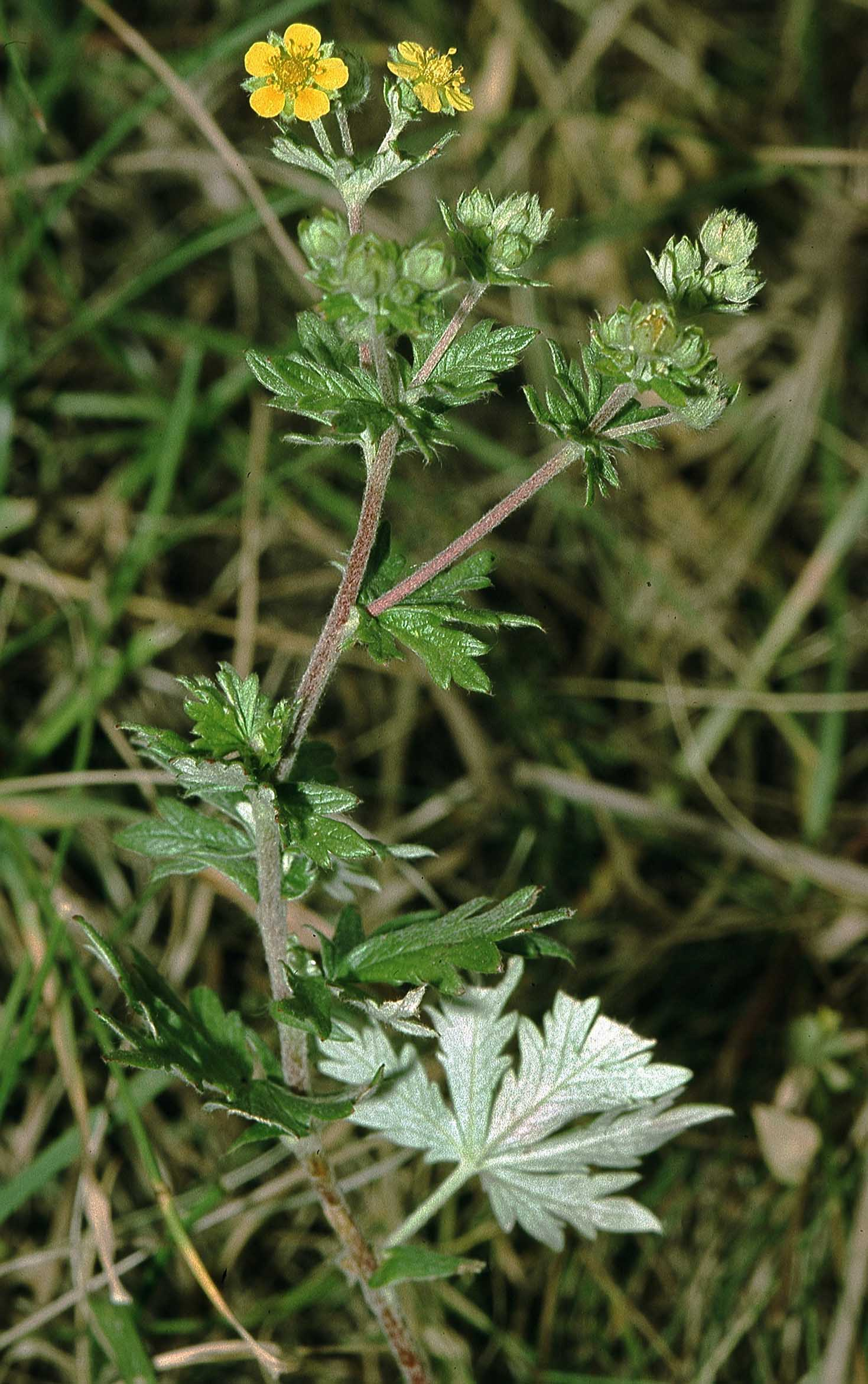
Potentilla argentea.

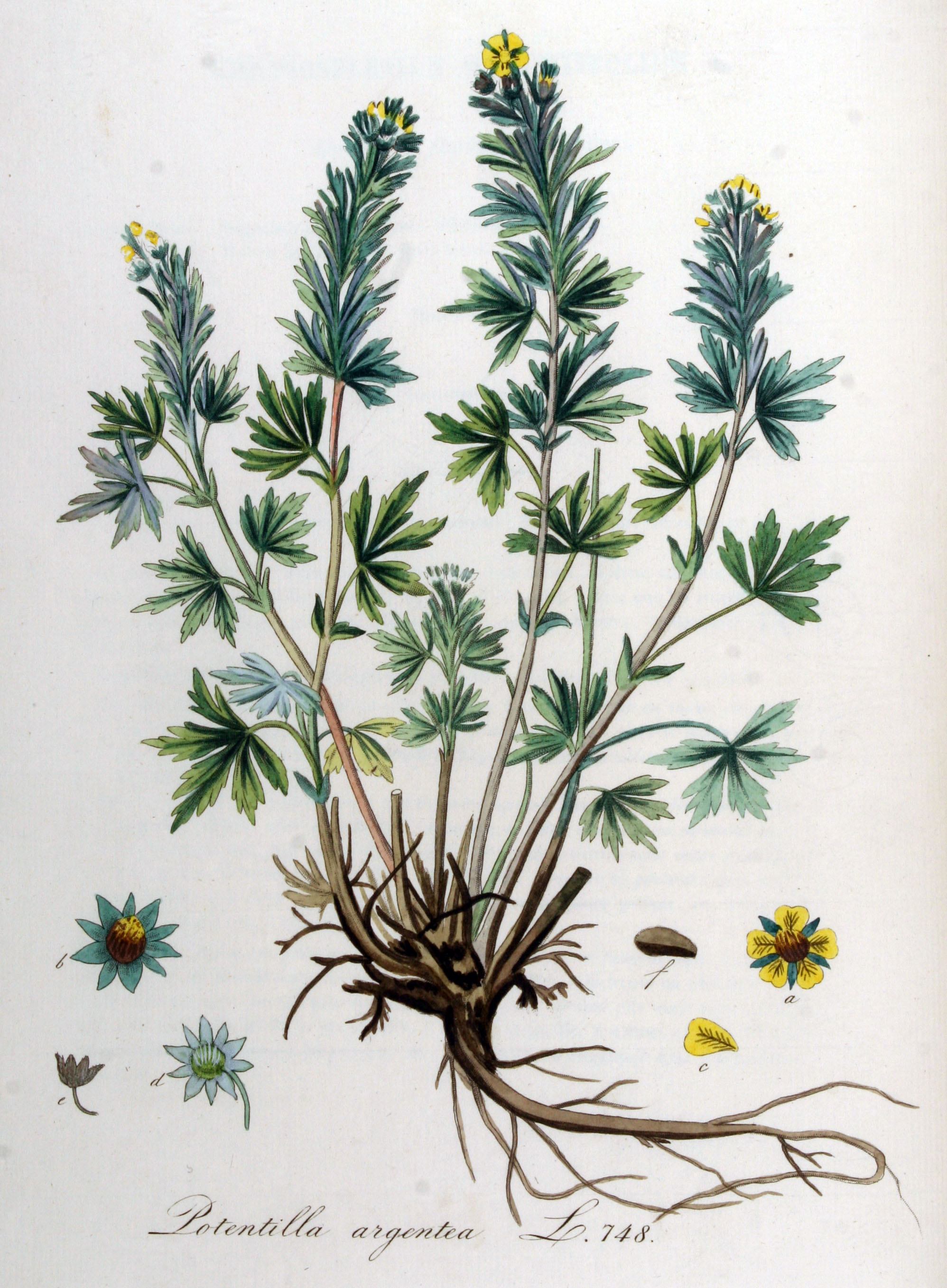
Ilustración de Flora Batava

Potentilla argentea es una planta herbácea perenne, vertical de la familia Rosaceae. con hojas palmeadas y flores amarillas.

## Descripción
Es una planta perenne, erecta o ascendente herbácea que alcanza un tamaño de hasta 40 cm de altura. Con rizoma corto, espeso. Tallos muchos, frondosos, ramificada con terminales corimbosos de inflorescencia con muchas flores, hojas basales 5-foliadas, superior 3-5 foliadas, pecíolos de 3-6 cm de largo, tomentoso. Flores pequeñas, de 1.2 a 1.4 cm de diámetro.

## Taxonomía
Potentilla argentea fue descrita por Carlos Linneo y publicado en Species Plantarum 1: 497. 1753.
Citología
Número de cromosomas de Potentilla argentea (Fam. Rosaceae) y táxones infraespecíficos: 2n=14
Etimología
Potentílla: nombre genérico que deriva del latín postclásico potentilla, -ae de potens, -entis, potente, poderoso, que tiene poder; latín -illa, -illae, sufijo de diminutivo–. Alude a las poderosas presuntas propiedades tónicas y astringentes de esta planta. 
argentea: epíteto latíno que significa "plateada.
Sinonimia
- Fragaria argentea (L.) Crantz
- Hypargyrium argentatum (Jord.) Fourr.
- Hypargyrium argenteum (L.) Fourr.
- Hypargyrium confine (Jord.) Fourr.
- Hypargyrium decumbens (Jord.) Fourr.
- Hypargyrium demissum (Jord.) Fourr.
- Hypargyrium tenuilobum (Jord.) Fourr.
- Pentaphyllum argenteum (L.) Nieuwl.
- Potentilla argentata Jord. ex Verl.
- Potentilla argyrops Raf.
- Potentilla baenitzii Borb s
- Potentilla × besseana Siegfr.
- Potentilla cinerea Raf. ex Ser.
- Potentilla confinis Jord.
- Potentilla decumbens Jord.
- Potentilla demissa Jord.
- Potentilla franconica Poeverl.
- Potentilla grandiceps Zimmeter
- Potentilla macrotoma Borb s
- Potentilla megalontodon Lehm.
- Potentilla minuta (Ser.) Zimmeter
- Potentilla perincisa (Borb s ex Zimmeter) Zimmeter
- Potentilla sauteri Zimmeter,p.p.694
- Potentilla septemsecta (G.Mey.) Zimmeter
- Potentilla stenotoma Borb s
- Potentilla superlata Borb s ex Bl>locki
- Potentilla supralata Borb s ex Bl>locki
- Potentilla tenuiloba Jord.
- Potentilla tomentosa Gilib.
- Potentilla varia var. argentea (L.) Spenn.[3]

## Nombres comunes
- Castellano: argentina, cinco en rama española, cincoenrama blanquecina, fruncidilla de dos haces, la menor siete en rama amarilla, potentila blanca, potentilla de color de plata, potentilla plateada.(el número entre paréntesis indica las especies que tienen el mismo nombre en España)[4]